# Scopimera ryukyuensis
Scopimera ryukyuensis is een krabbensoort uit de familie van de Dotillidae. De wetenschappelijke naam van de soort is voor het eerst geldig gepubliceerd in 2010 door Wong, Chan & Shih.